# سعيد بن محمد الطليطلي
المكنى بأبي عثمان بن البُغُونش، أخذ بقرطبة علم الهندسة والعدد واشتغل بالطب أيضًا، واتصل بأمير طليطلة الظافر إسماعيل بن ذي النون ثم انقبض عن الناس، وتدين في دولة ابنه يحيى بن إسماعيل الملقب بالمأمون، وتوفي في رجب سنة 444 وهو ابن 75 سنة. ذكره ابن الأبار في تكملة الصلة.